# ادوارد بیرشتات
ادوارد بیرشتات (انگلیسی: Edward Bierstadt; ۱۱ سپتامبر ۱۸۲۴ – ۱۵ ژوئن ۱۹۰۶) عکاس پرتره و مناظر و همچنین حکاکی و پیشگام عکاسی رنگی در ایالات متحده بود.

## زندگی‌نامه
ادوارد در ۱۱ سپتامبر ۱۸۲۴ در زولینگن، استان راین، پروس به دنیا آمد. او پسر هنری بیرشتات (۱۷۸۵-۱۸۶۶) و کریستیانا بیرشتات (۱۷۹۲-۱۸۶۴) بود. برادر کوچکتر او نقاش مشهور آلبرت بیرشتات بود.
خانواده او به ایالات متحده نقل مکان و در نیوبدفورد، ماساچوست ساکن شدند.

## حرفه
ادوارد در سال ۱۸۶۰ استودیوی خود را در شهر نیویورک به همراه برادرش آلبرت بیرشتات افتتاح کرد که آثار هنری او را به صورت حکاکی درآورد. او به همراه برادر بزرگتر دیگرش چارلز بیرشتات، تصاویر استریوسکوپی را برای برادران بیرشتات تولید کرد.
ادوارد توسط ویلیام وست دورانت استخدام شد تا مجموعه‌ای از عکس‌ها را برای بروشور تبلیغاتی تحت عنوان آدیرونداکس، نماهای آرتوتایپ در میان کوه‌ها و دریاچه‌های جنگل‌های شمالی برای تبلیغ دریاچه کوه آبی و دریاچه راکت در کوه‌های آدیرونداک حکاکی کند.
او شرکت چاپ فوتو-پلت را در سال ۱۸۷۰ تأسیس کرد که چاپ‌های کلوتایپ برای چندین کتاب تصویری مهم تولید می‌کرد. این شرکت یکی از بهترین چاپگرها در ایالات متحده محسوب می‌شد.
بیرشتات در سال ۱۸۷۶ حق ثبت اختراع برای بهبود استریوسکوپ داشت. او به همراه برادرش تعدادی عکس برجسته از سراسر کشور تهیه کرد که به همین دلیل برای بعضی‌ها به عنوان "برادران بیرشتات" شناخته می‌شوند.
بیرشتات از پیشگامان عکاسی رنگی بود. او عمدتاً از روش تفریق برای گرفتن عکس‌های رنگی استفاده می‌کرد و متعاقباً نتایج خود را چاپ می کرد. بیرشتات عکاسی رنگی را از جوزف آلبرت آلمانی یاد گرفت. در نوامبر ۱۸۷۷، بیرشتات سه چاپ رنگی آلبرتایپ را در مؤسسه آمریکایی در شهر نیویورک به نمایش گذاشت.
در سال ۱۸۹۴، کار او در زمینه عکاسی رنگی با به نمایش گذاشتن نقاشی‌های رنگ روغن و آبرنگ، پرتره، مطالعات گل و موضوعات دیگر مورد توجه قرار گرفت. بازتولید رنگ‌های بیرشتات از قالی‌ها آنقدر دقیق بود که به‌جای حمل فرش‌های واقعی، توسط فروشندگان در خیابان استفاده می‌شد.
او اولین بار در سال ۱۸۹۲ پرتره‌های رنگی را به نمایش گذاشت و این کار را در طول دهه ۱۸۹۰ ادامه داد. این پرتره‌ها که به چند دقیقه زمان نوردهی نیاز داشتند، علیرغم ناقص بودنشان بسیار مورد توجه قرار گرفتند. تنها پرتره رنگی باقی مانده از بیرشتات، عکس برادر کوچکترش، آلبرت بیرشتات است.
کار بیرشتات در عکاسی رنگی به عکاسی میکروسکوپی نیز کشیده شد. او با همکاری دکتر ادوارد لیمینگ در کالج کلمبیا، عکس‌های رنگی از نمونه‌های میکروسکوپی را در سال‌های ۱۸۹۵ و ۱۸۹۶ تولید کرد. در سال ۱۹۰۴، زمانی که بیرشتات ۸۰ ساله شد، هنوز مشغول تحقیق در مورد عکاسی رنگی بود.
بیرشتات در ۱۵ ژوئن ۱۹۰۶ در شهر نیویورک درگذشت.

## نگارخانه

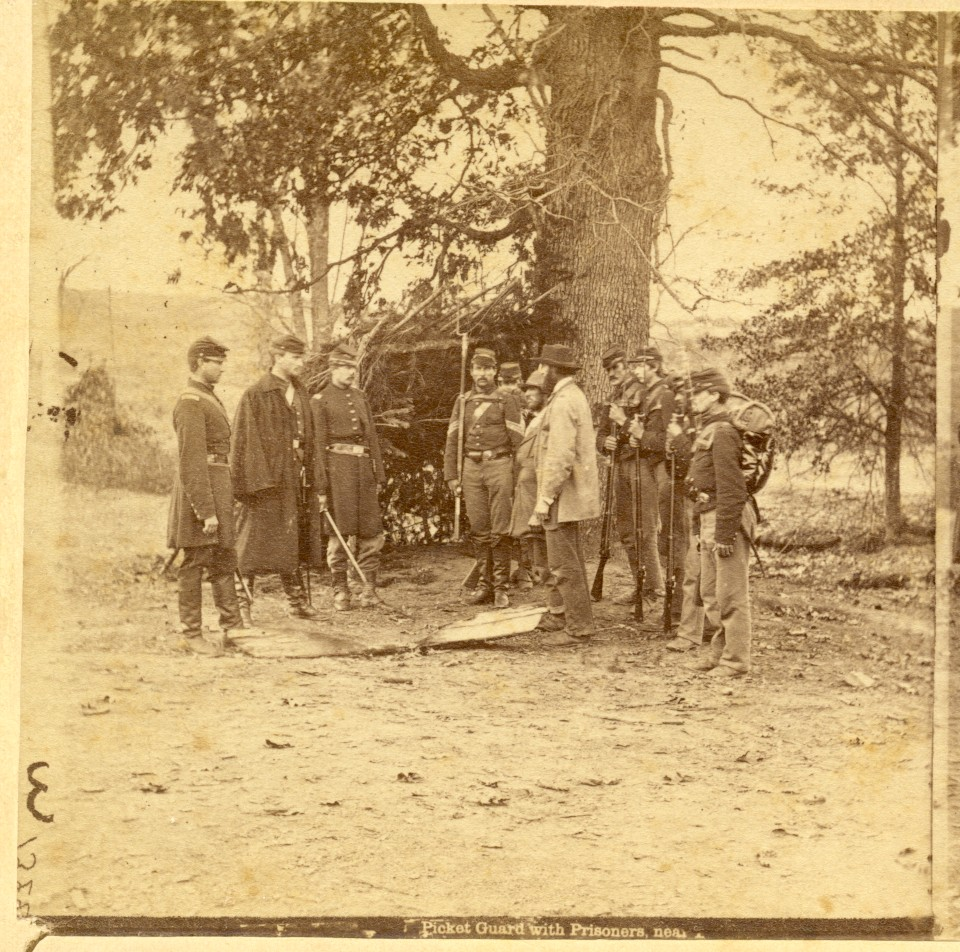
"کامرون هایلندر" هنگ پیاده نظام ۷۹ نیویورک، ۱۸۶۱
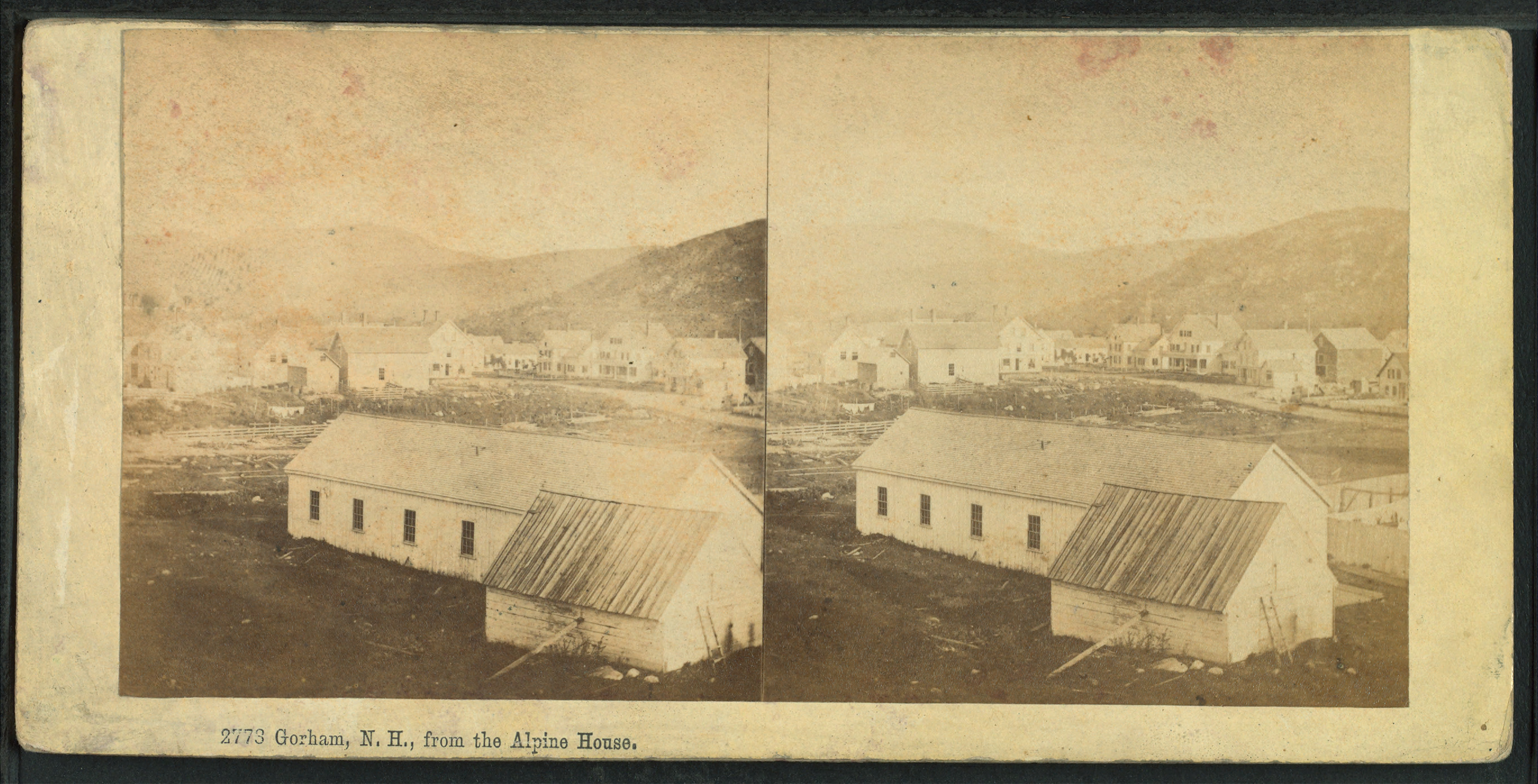
عکس استریوی گورهام، نیوهمپشایر، ساخته شده توسط برادران بیرشتات
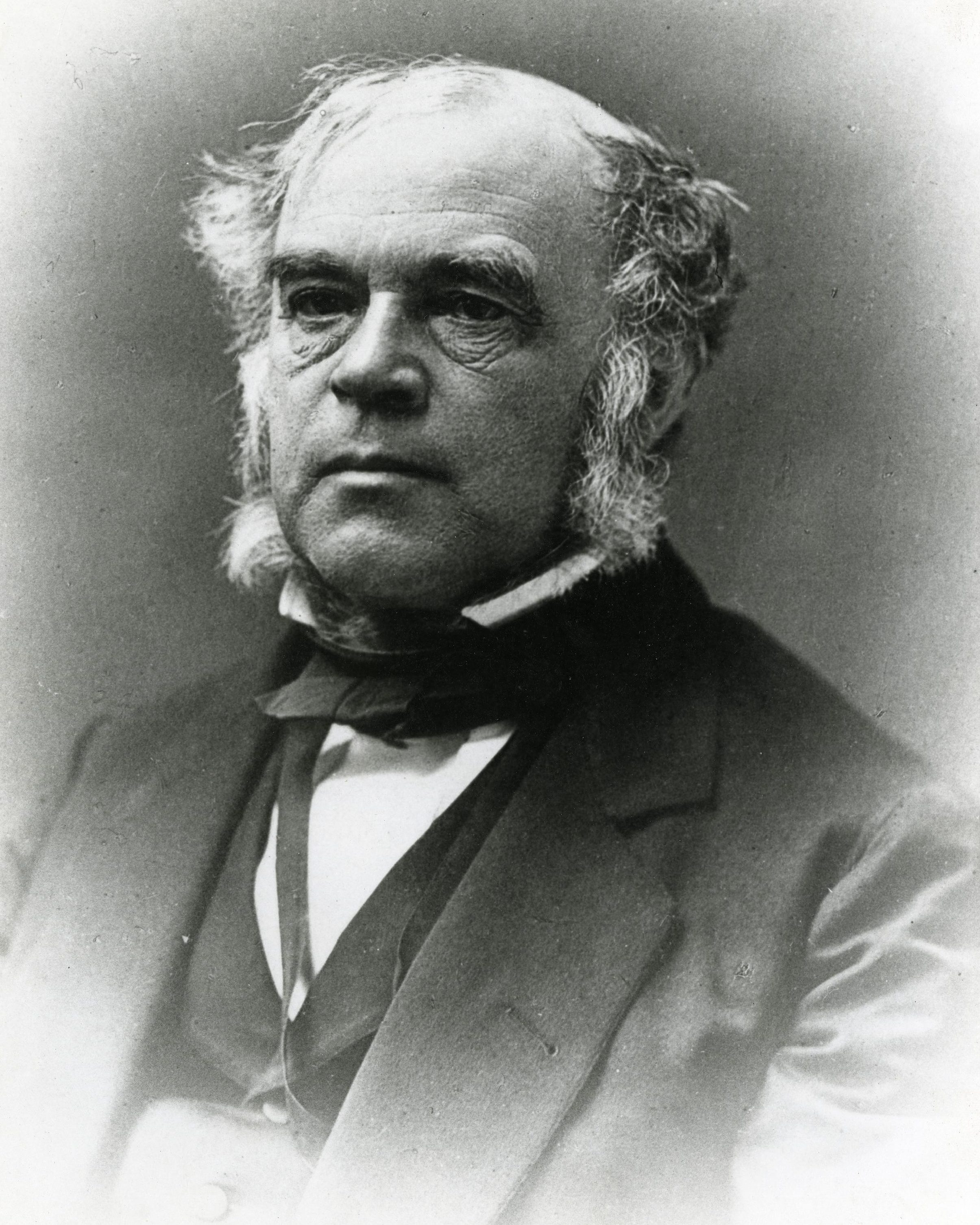
جان ویلیام دراپر، دانشمند آمریکایی و پیشگام عکاسی، ۱۸۷۹
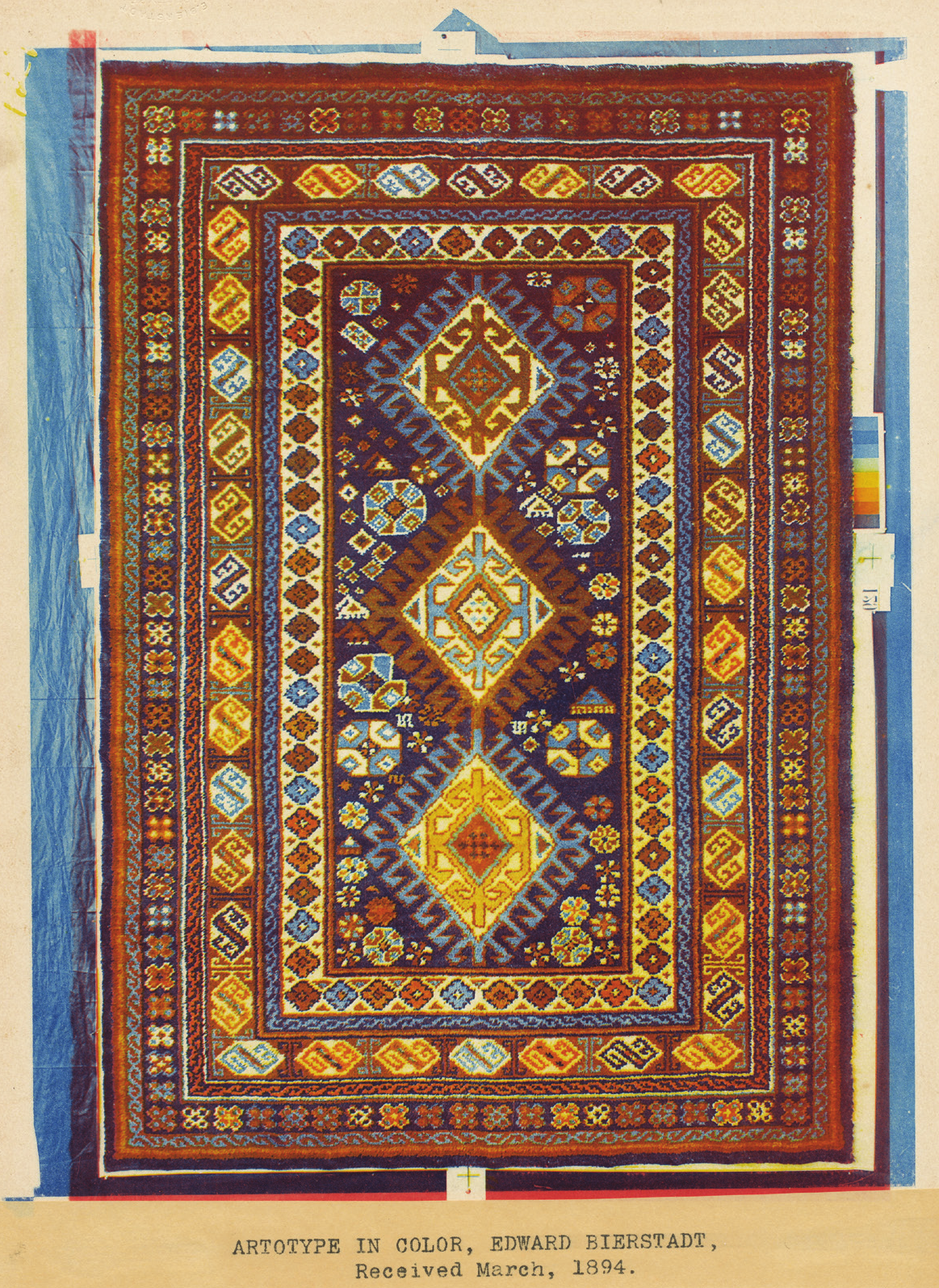
آرتوتایپ چاپ رنگی فرش توسط بیرشتات
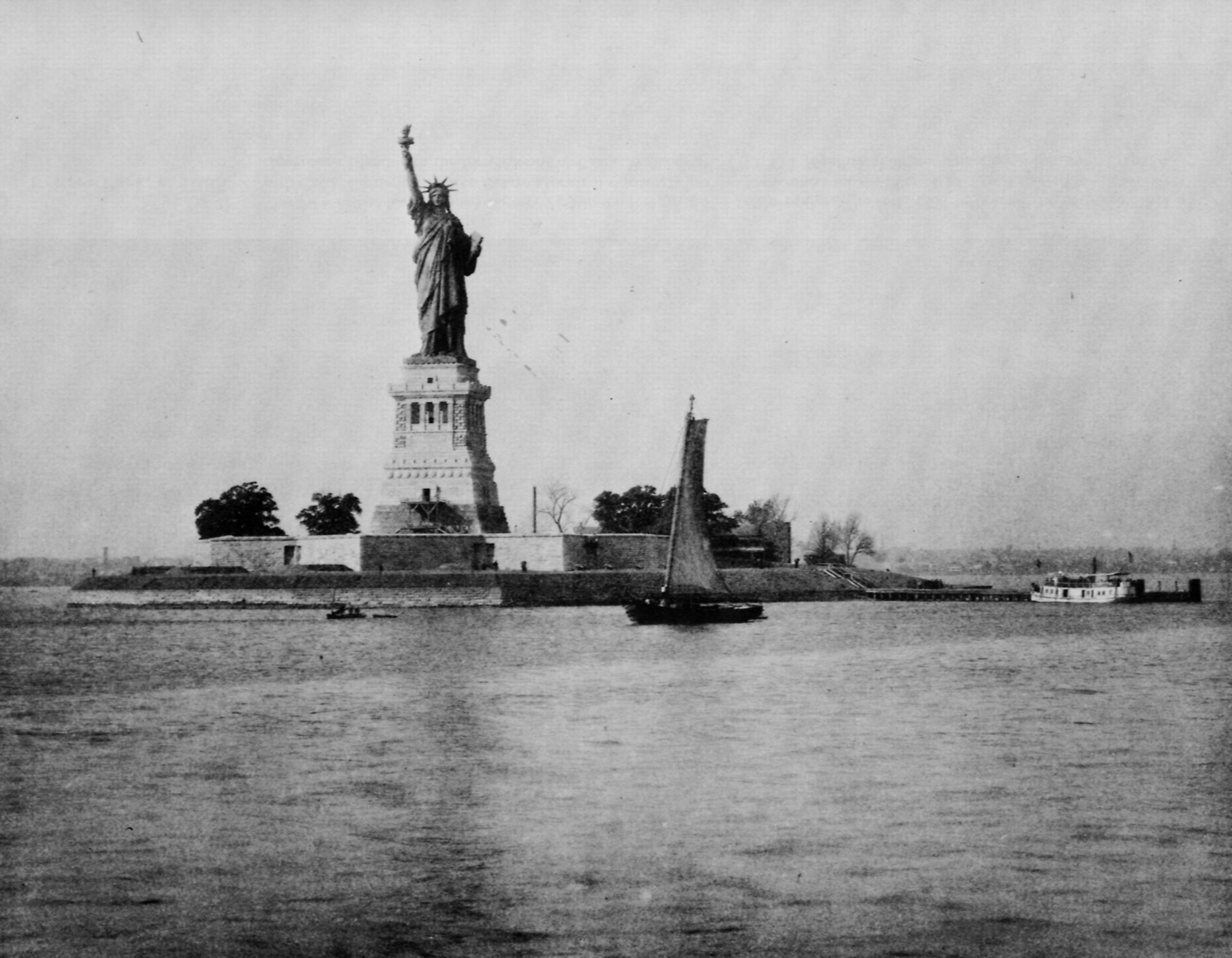
تقدیس آزادی، ۱۸۸۶
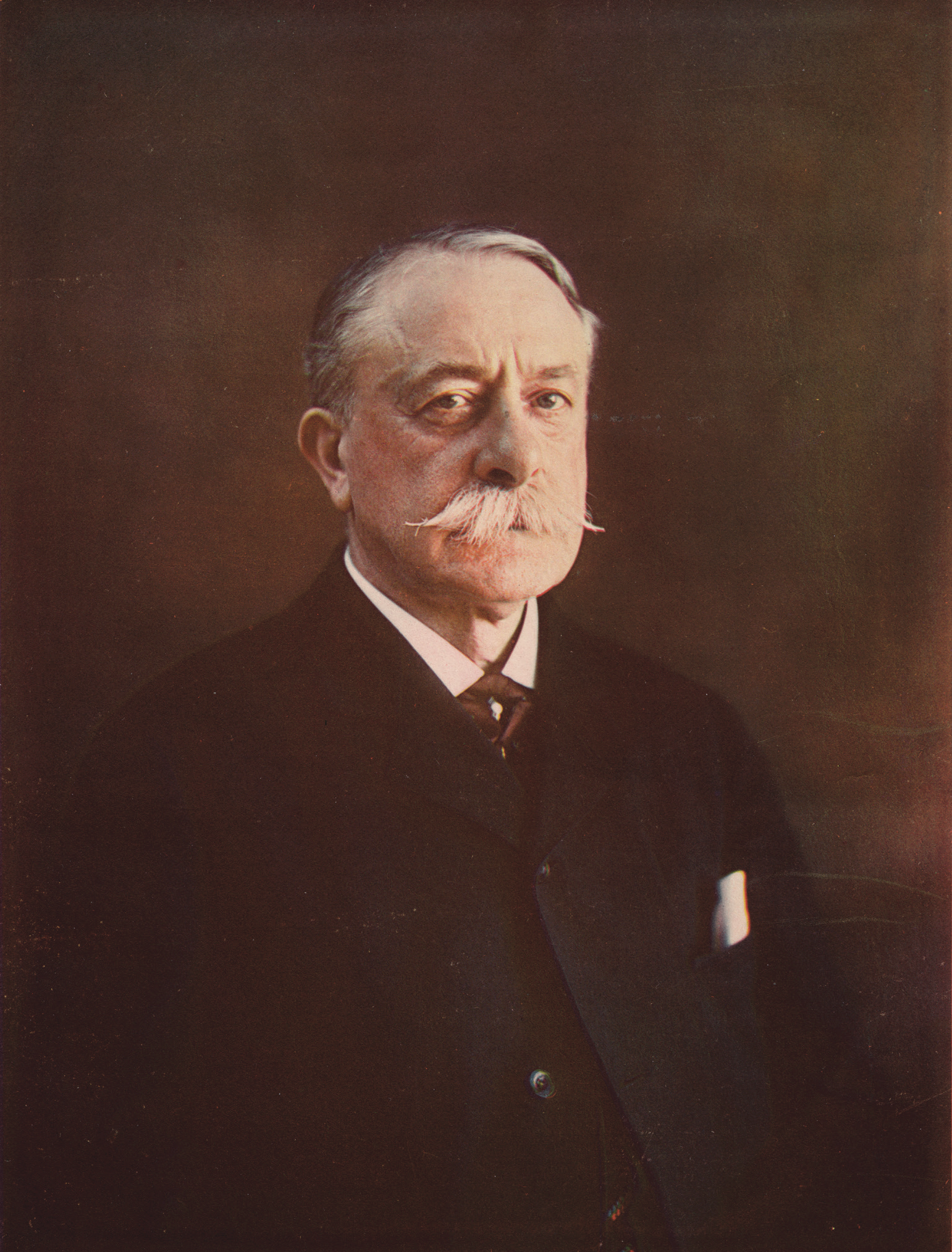
پرتره آلبرت بیرشتات، احتمالاً قدیمی‌ترین عکس پرتره رنگی باقیمانده. این چاپ کلوتایپ در سال ۱۸۹۵ برای البریج تی جری ارسال شد.
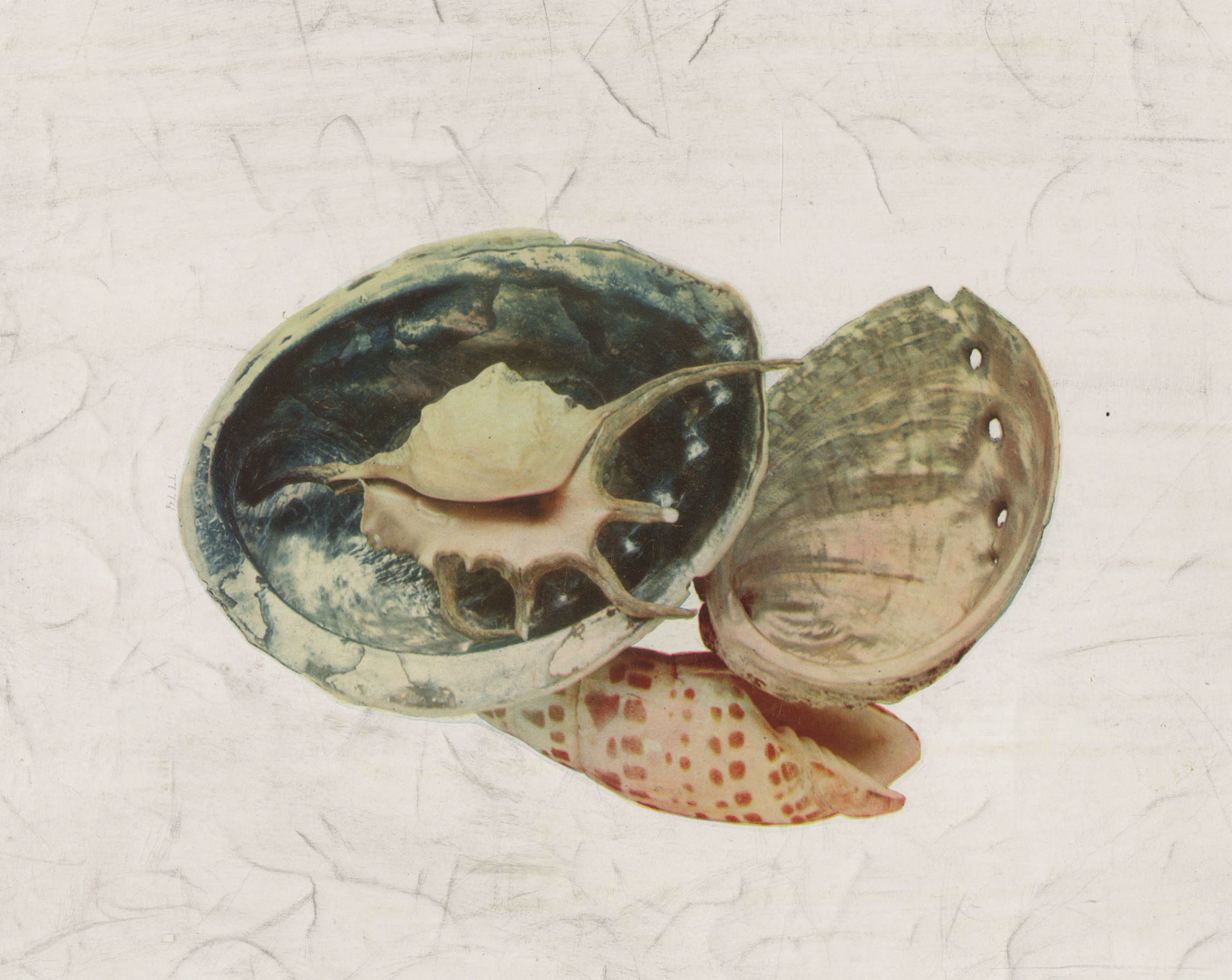
چاپ رنگی صدف‌های دریایی